# Choluteca (miasto)
Choluteca – miasto w południowym Hondurasie, położone nad rzeką Choluteca. W 2009 roku miasto zamieszkiwało 91 tys. mieszkańców. Jest szóstym pod względem liczby ludności miastem kraju. Aglomeracja liczy 175 tys. mieszkańców. Miasto stanowi ośrodek administracyjny departamentu Choluteca i gminy Choluteca.
Choluteca to ważny węzeł komunikacyjny - jest jedynym większym miastem Hondurasu położonym przy Autostradzie Panamerykańskiej.
Miasto zostało założone w 1522 jako Villa de Jerez de Choluteca. Prawa miejskie otrzymało w 1845. W 1998 miasto zostało poważnie zniszczone przez huragan Mitch.
W mieście rozwinął się przemysł spożywczy, kosmetyczny oraz drzewny.